# KP Rapid Lublin
Klub Piłkarski Rapid Lublin – polski klub piłki nożnej plażowej założony w 2003 roku w Lublinie. W tabeli wszech czasów Ekstraklasy drużyna znajduje się na 12. miejscu.

## Pozycje klubu
| Rok  | Mistrzostwa          | Puchar                     |
| ---- | -------------------- | -------------------------- |
| 2003 | 3                    | półfinał                   |
| 2004 | faza grupowa         | faza grup. turnieju finał. |
| 2005 | faza grupowa         | faza grup. turnieju finał. |
| 2006 | ćwierćfinał          | turniej eliminacyjny       |
| 2007 | turniej eliminacyjny | -                          |
| 2008 | 9                    | turniej eliminacyjny       |
| 2009 | -                    | -                          |
| 2010 | -                    | -                          |
| 2011 | ćwierćfinał          | faza grupowa               |
| 2012 | 7 (Ekstraklasa)      | brak danych                |
| 2013 | 7 (Ekstraklasa)      | 1                          |
| 2014 | 8↓ (Ekstraklasa)     | ćwierćfinał                |
| 2015 | 1 (I liga)           | faza grupowa               |
| 2016 | 4 (I liga)           | faza grupowa               |
| 2017 | 9-10↓ (Ekstraklasa)  | ćwierćfinał                |
| 2018 | 3 (I liga)           | faza grupowa               |
| 2019 | 1 (I liga)           | 14. miejsce                |

## Osiągnięcia

### Mistrzostwa Polski
- Trzecie miejsce: 2003[a]

### Puchar Polski
- (1x): 2013[2]